# Відзнака за бойову ефективність (США)

Стрічка відзнаки частини, нагородженої двічі

Стрічка відзнаки частини, нагородженої тричі

Стрічка відзнаки частини, нагородженої чотири рази

Відзнака за бойову ефективність підрозділу Військово-морських сил США (англ. Navy Battle Efficiency Ribbon або англ. Navy E Ribbon) — військова нагорода, почесна нашивка для заохочення кораблів, суден, авіаційних груп, ескадрилей, окремих підрозділів, команд та екіпажів ВМС, котрі продемонстрували під час виконання бойового завдання або несення служби високий рівень бойової ефективності колективу.
Нагорода заснована секретарем ВМС Вільямом Міддендорфом у липні 1976 року для відзначення формувань за дії після 1 липня 1974 року.
Ескіз нашивки був розроблений авіаційним техніком 3-го класу (AZ3) з 88-ї ескадрильї літаків дальнього радіолокаційного стеження E-2 «Гокай» Синтією Крайдер у 1973 році й тільки через 3 роки, після розгляду комісіями, її пропозиція була затверджена Департаментом ВМС.
На нашивку кріпиться срібна літера «E» заввишки 1/8 дюйма. Кожного разу при наступному нагородженні на стрічці додається літера. У разі нагородження підрозділу чи частини чотири рази і більше на стрічку кріпиться срібна літера «E» у лавровому вінку.